# Педро Енрікес Уренья
Педро Енрікес Уренья (нар. 29 червня 1884 року в Санто-Домінго — пом. 11 травня 1946 року в Буенос-Айресі) — домініканський письменник, філософ, філолог-романіст і літературний критик.

## Біографія
Педро Енрікес Уренья народився в родині інтелектуалів. Його матір'ю була Саломе Уренья, видатна домініканська поетеса і феміністка, а його дідусь, Ніколас Уренья де Мендоса, був політиком.
Після закінчення школи в 1906 році Педро Енрікес Уренья емігрував до Мексики. Там він вивчав філософію, а згодом працював викладачем філології в університеті. У роки, що безпосередньо передували мексиканській революції, він належав до ліберального інтелектуального кола, до якого також входили Альфонсо Реєс, Хуліо Торрі, Антоніо Касо та Хосе Васконселос. Частково завдяки цим зустрічам саме в Мексиці він розпочав дослідження латиноамериканських варіантів іспанської мови та іспано-американської ідентичності, з якою його асоціюють і сьогодні. Зокрема, багато обговорювали два його есеї «Американська утопія» (La Utopía de américa) та «Батьківщина справедливості» (Patria de la justicia).
У 1915 році він емігрував з Мексики до США, де з деякими перервами через тривалі подорожі провів наступні півтора десятиліття. Спочатку він працював журналістом, а з 1921 року обійняв посаду професора в університеті Міннесоти. У 1930 році він переїхав до Аргентини, щоб займатися дослідженнями та викладати у Філологічному інституті Університету Буенос-Айреса. Одним з його учнів у Філологічному інституті був Анхель Розенблат.
Педро Енрікес Уренья помер 11 травня 1946 року в Буенос-Айресі.

## Відзнаки
Домініканська поетична премія Premio Nacional de Poesía Pedro Henríquez Ureña, а також Національний університет імені Педро Енрікеса Уренья були названі на його честь.

## Твори
Як письменник
- Ensayos críticos (1905, Ла Гавана)
- Horas de estudio (1910, Париж)
- Nacimiento de Dionisios (1916)
- En la orilla: mi España (1922)
- La utopía de América (1925)
- Apuntaciones sobre la novela en America (1927)
- Seis ensayos en busca de nuestra expresion (PDF; 649 кБ) (1928)
- La cultura y las colonial letters in Santo Domingo (1936)
- Sobre el problem del Andalucismo dialectal de America (1937)
- El español in Santo Domingo (1940)
- Plenitud de España (1940)
- Corrientes Literarias en la America Hispana (1941)
- Historia de la cultura en la America Hispana (1947)
- Ensayos. . Критичне видання під редакцією Хосе Луїса Абельана та Ани Марії Барренечеа . Fondo de Cultura Económica, Мехіко, 1998, ISBN 84-89666-34-2 .

Як редактор
- Cien de las mejores poesías castellanas. Selección. Капелуш, Буенос-Айрес, 1929 рік.